# طاعول
طَاعُول (الاسم العلمي Urocystis)، جنس فطور مجهرية من فصيلة النخريات، تركب جذور بعض النجيليات وازهارها الربعيات، وكذلك نباتات وأعشاب أخرى.